# 맥 거프
맥 거프(영어: Mac Guff)는 미국 로스 앤젤레스와 프랑스 파리에 본사가있는 프랑스 시각 효과 회사이다. 맥 거프는 광고, 뮤직 비디오 및 장편 영화를위한 컴퓨터 생성 이미지 제작을 전문으로 한다. 270명의 그래픽 디자이너, VFX 감독자 및 제작자, 컴퓨터 엔지니어 및 관리자가 일반적으로 1억 개 이상의 파일 (슈퍼배드 용)을 작업하고 있다.

## 애니메이션 제작
- 드래곤 헌터
- 슈퍼배드 (2010년 영화)
- 바니 버디
- 파리의 유령
- 파리의 딜릴리

## 장편 작품
- 증오 (1995년 프랑스 영화)
- 도베르만 (영화)
- 콘택트 (영화)
- 비지터 2
- 생명의 기차
- 비독 (영화)
- 돌이킬 수 없는 (2002년 영화)
- 러브 미 이프 유 데어
- 블루베리 (영화)
- 아르센 루팡 (2004년 영화)
- 더 독
- 메리 크리스마스 (2005년 영화)
- 밴디다스
- 아주르와 아스마르
- 텔 노 원
- 99 프랑크스
- 피메일 에이전트
- 드래곤 헌터
- 크리스마스 이야기
- 트랜스포터: 라스트 미션
- 라르고 윈치 (영화)
- 웰컴 (영화)
- 예언자 (영화)
- 꼬마 니콜라
- 22 블렛
- 스플라이스 (영화)
- 사라의 열쇠
- 슈퍼배드 (2010년 영화)
- 바니 버디
- 파리의 유령
- 테이큰 2
- 브릭 맨션: 통제불능 범죄구역
- 쓰리데이즈 투 킬
- 트랜스포터: 리퓰드
- 테이큰 3
- 발레리안: 천 개 행성의 도시